# Вила д'Ада
Вила д'Ада (итал. Villa d'Adda) је насеље у Италији у округу Бергамо, региону Ломбардија.
Према процени из 2011. у насељу је живело 4530 становника. Насеље се налази на надморској висини од 252 м.

## Становништво
| 1931. | 1936. | 1951. | 1961. | 1971. | 1981. | 1991. | 2001. | 2011. |
| ----- | ----- | ----- | ----- | ----- | ----- | ----- | ----- | ----- |
| 2.556 | 2.257 | 2.610 | 2.564 | 2.873 | 3.271 | 3.703 | 4.195 | 4.735 |